# Stirling vára
A Stirling városában található Stirling vára az egyik legnagyobb és - úgy építészetileg, mint történelmileg - legfontosabb vár Skóciában.  Az erődítmény a Castle Hill (Várdomb) tetején áll, amely egy vulkanikus eredetű szikla és az úgynevezett Stirling Sill (stirlingi szill) nevű geológiai alakzat egyik alkotója. Három oldalról  kiváló védelmet nyújtó meredek sziklák határolják. Mivel a Forth folyó átkelőjénél épült, a kezdeti időkben stratégiailag fontos szerepe volt. A várat a Historic Scotland szervezet működteti.

## Történelem
A vár fő épületei a 15. és a 16. században keletkeztek. Néhány maradvány a 14. századból származik, míg a város felőli külső falak a 18. századra datálódnak. A 13. században I. Eduárd angol király skóciai hadjárata során Stirling várát is megostromolta. Egyes történészek szerint ekkor használták először a Warwolf (hadi farkas) nevű, valaha épített legnagyobb kőhajító gépezetet.
A vár még jó néhány ostromot átélt a skót függetlenségi háborúktól 1746-ig, mikoris „Bonnie Prince Charlie”, Stuart Károly Eduárd jakobita csapatai sikertelenül próbálkoztak a bevételével. Több skót királyt és királynőt koronáztak meg a vár falai között, köztük 1543-ban I. vagy Stuart Máriát is. 
1800-tól 1964-ig a vár a brit haderő tulajdonában volt és laktanyaként működött. Ennek érdekében több változtatást is kiviteleztek. A nagyterem (Great Hall) körletként funkcionált, a királyi kápolna (Chapel Royal) előadóterem és étkezde volt, a régi királyi épület (King's Old Building) lett a gyengélkedő, míg a királyi palotában (Royal Palace) rendezték be a tiszti kantint.Az eredeti állapot visszaállítását célzó munkálatok jelenleg is zajlanak. Néhány új épületet is felhúztak a katonai időkben, többek között a börtönt és a lőporraktárt, 1810-ben.  A vár továbbra is az Argyll and Sutherland Highlanders székhelyeként működik, azonban katonaság már nem állomásozik benne. A laktanyaként eltöltött évekre egy múzeum emlékeztet a várban.
2002 januárjától 13 éven át dolgozott a  West Dean College faliszőnyeg stúdiója a The Hunt of the Unicorn (Vadászat az egyszarvúra) című faliszőnyeg-sorozat másolatának elkészítésén. A szőnyegek a stirlingi vár királynői fogadótermében (Queen's Presence Chamber) vannak kiállítva, annak a projektnek keretében, melynek célja, hogy a várat a 16. századi állapotnak megfelelően rendezzék be. IV. Jakab uralkodását tanulmányozó történészek úgy vélik, hogy a királyi gyűjteménynek része volt egy hasonló faliszőnyeg-sorozat. A másolatokat készítő csoport megtekintette az eredeti darabokat New Yorkban, a  Metropolitan Museum of Artban és tanulmányozta a középkori szövési technikát, az alkalmazott színeket és anyagokat. A szőnyegszövők egyszerre dolgoztak West Deanben és Stirling várában. A szőnyegszövőkről és a 13 évig tartó munkálatokról egy külön kiállítás emlékezik meg.

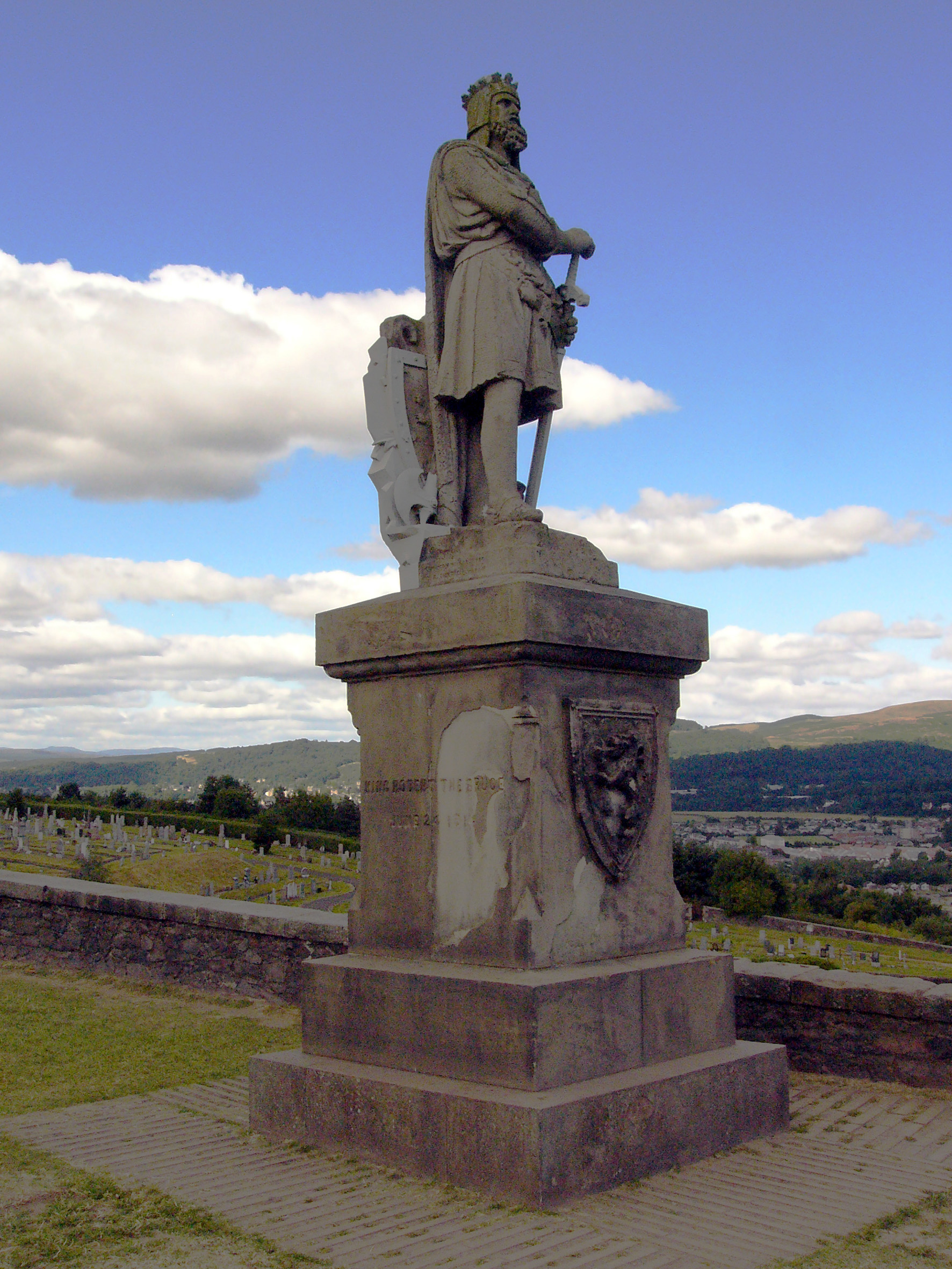
Robert the Bruce emlékműve a várban.

## A vár
A külső védművektől a várba vezető utat biztosító főkaput IV. Jakab építtette. A kapu eredetileg a szikla teljes szélességében elnyúló elülső főfal része volt.  Ennek mindkét végén szögletes őrtornyok álltak, középen pedig, a bejárat mellett, négy kúpos tetejű, kerek torony volt. A fentiekből napjainkban a déli őrtorony (hercegi toronynak is nevezik), a hozzá csatlakozó várfal-szakasz, a bejárat, a kerek, belső tornyok maradványai, a külső tornyok nyomai, valamint az északi őrtorony látható. 
A kaputól balra, a felső udvar déli részén található a palota blokkja. Építését IV. Jakab kezdte el, de valójában V. Jakabhoz köthető. Egyaránt megtalálhatók benne a reneszánsz és a késő gótika építészetének jellegzetességei, nagyon szép kőfaragásokkal díszítve. Az egyik leglenyűgözőbb skót épületnek tartják. A királyi fogadóterem (King’s Presence Chamber) mennyezetét eredetileg a The Stirling Heads-nek (stirlingi fejek) nevezett híres, kerek portrék díszítették, de ezeket 1777-ben leszedték. Közülük többet a várban őriznek, néhány a stirlingi Smith Institute-ba került, megint mások pedig Edinburgh-ban, a Skót Nemzeti Múzeumban (National Museum of Scotland) találhatók.  Vannak arra vonatkozó tervek, hogy a mennyezetet lehetőség szerint az eredetit megközelítő állapotba állítsák vissza.
A belső udvar keleti oldalán áll a IV. Jakab által épített Great Hall (nagyterem), amelyet 1999-ben állítottak helyre, sok évtizedes laktanyaként történő használat után.  38 méter hosszú és 11 méter széles. Teljes egészében restaurált nyitott fa tetőszerkezete (hammerbeam roof) van és két kiugró ablakfülke szegélyezi a déli oldalon lévő pódiumot. A keleti oldalán lévő kis épület az úgynevezett Mint (pénzverde), amit skót nyelven Cunzie Hoose-ként, angolul „Coining House”-ként is ismernek. A felső udvar északi oldalán található királyi kápolna (Chapel Royal) építője William Schaw, építtetője pedig VI. Jakab volt, aki fia, Henry herceg keresztelőhelyének szánta. A kápolna helyén valószínűsíthetően korábban is egy középkori királyi kápolna állt.

## Rendezvények a várban
A vár felvonulási tere gyakran szolgál szabadtéri hangversenyek helyszínéül. A vár és környezete több koncert-DVD-n is látható. A téren tartják a város szilveszteri rendezvényeit is. 

## Látképe bankjegyen
A  Clydesdale Bank által kibocsátott 20 fontos bankjegy hátoldalán a vár  látképe látható, míg a bankjegy első oldalára a lóháton ülő Robert the Bruce képét nyomtatták.

## Galéria

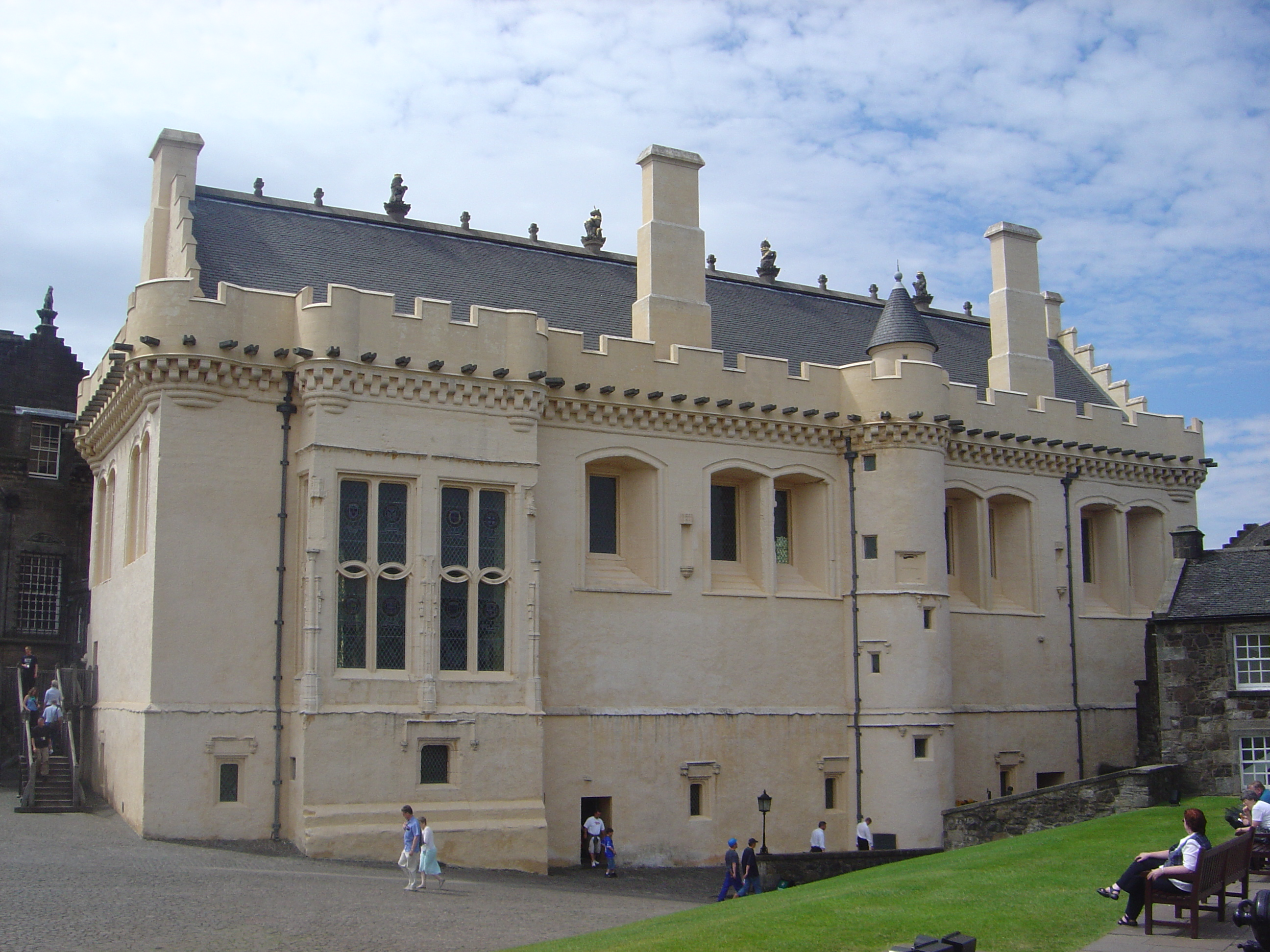
A nagyterem
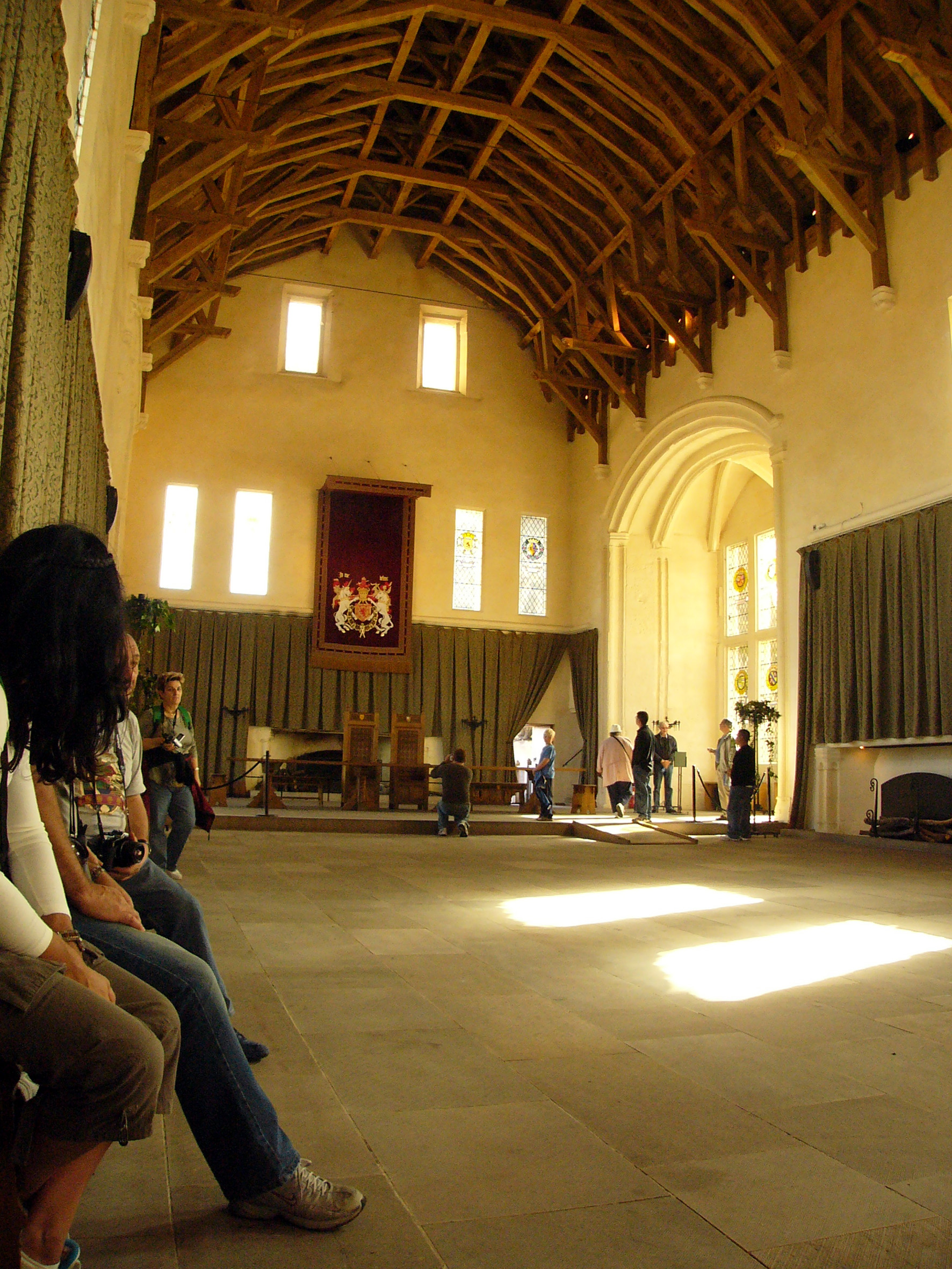
A nagyterem belülről
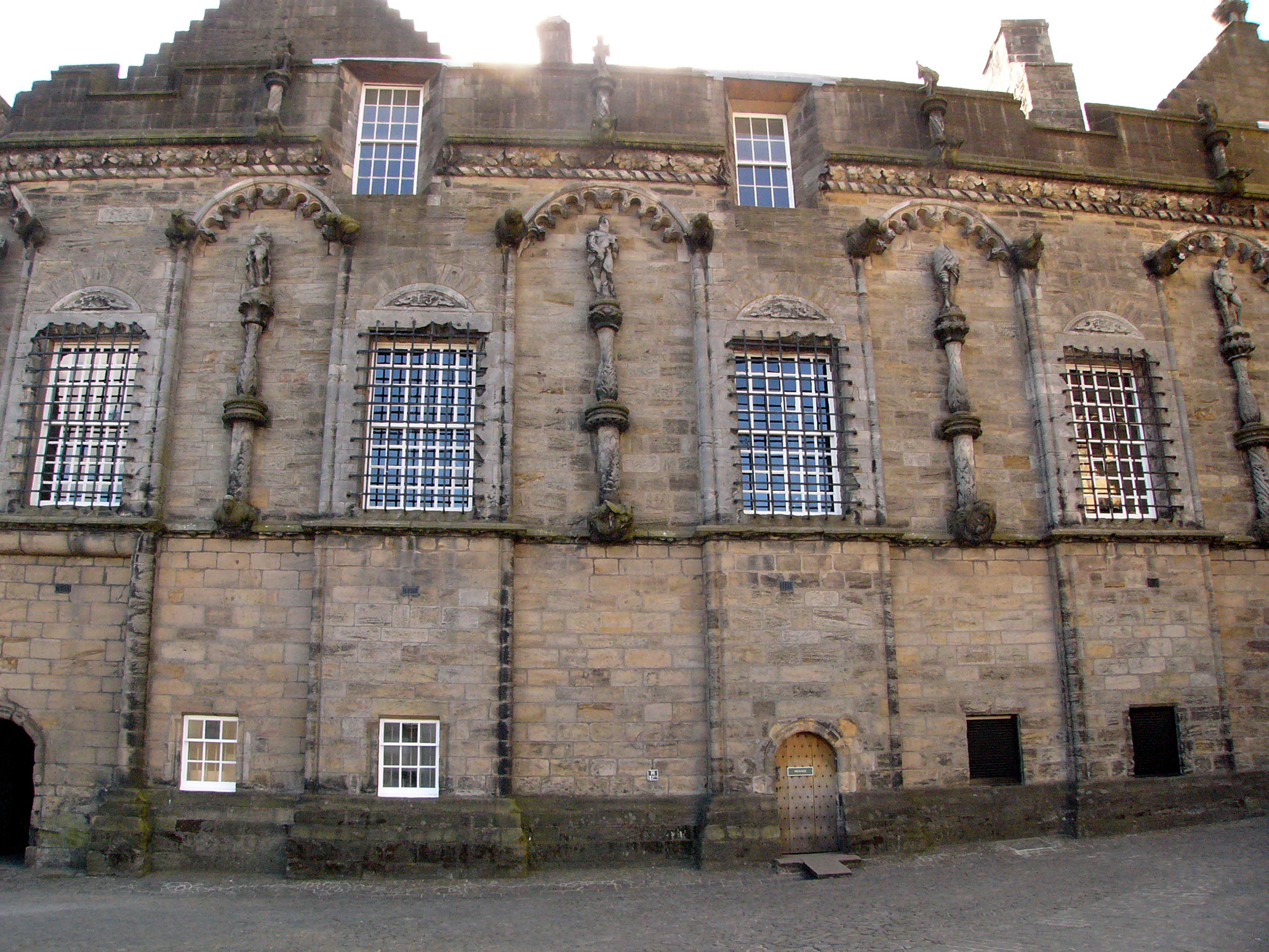
A királyi palota
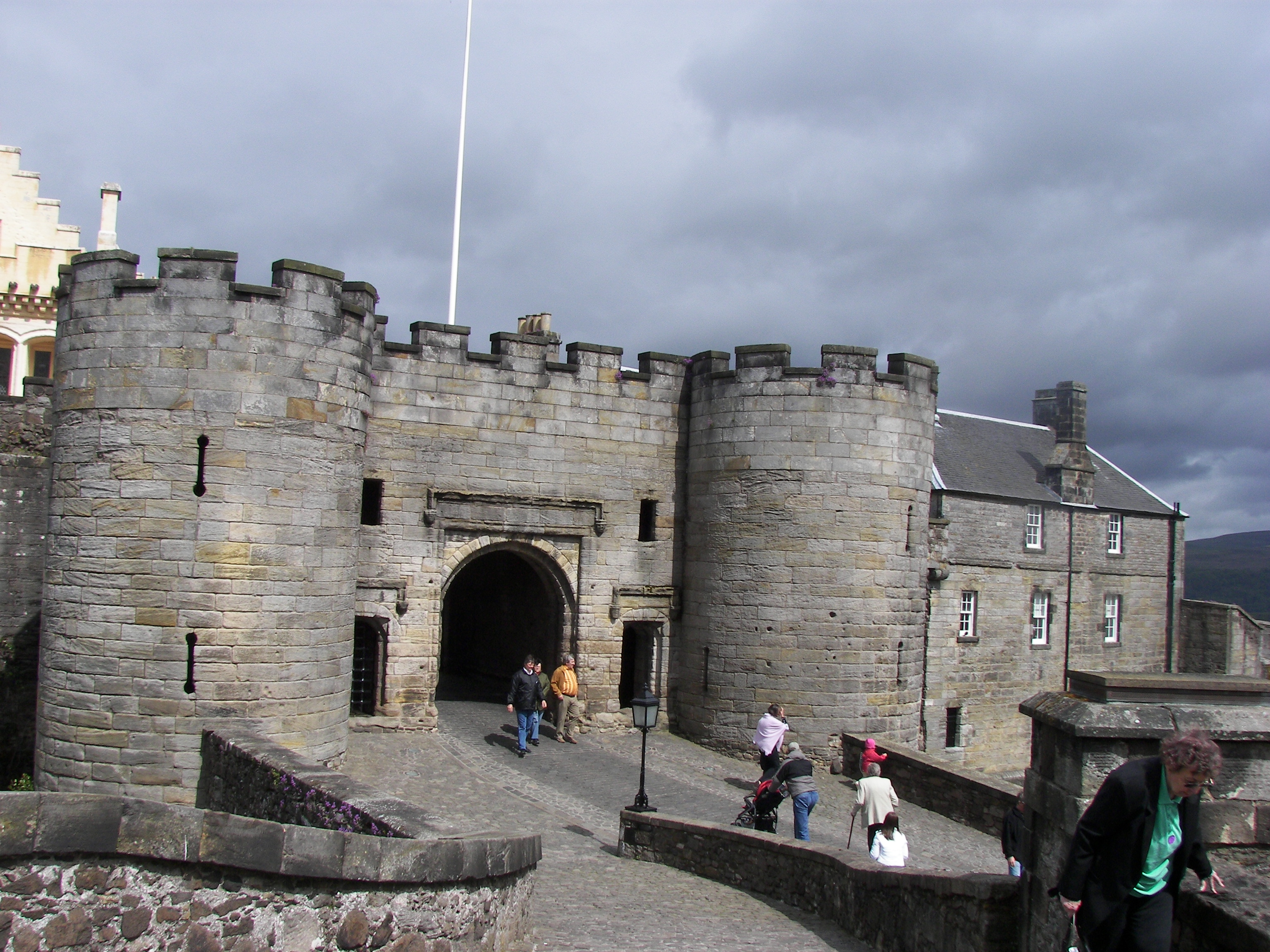
A főkapu
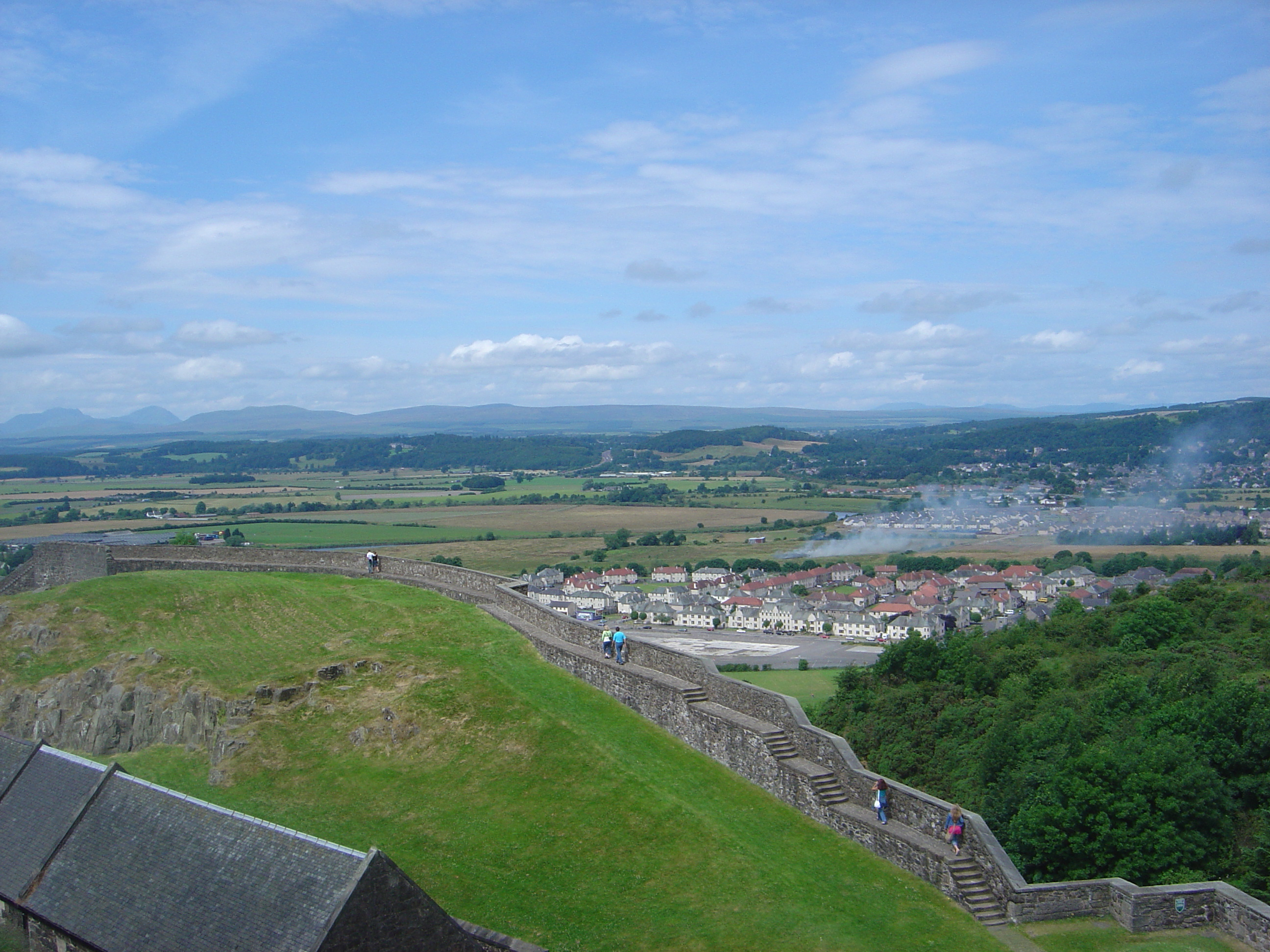
A külső falak
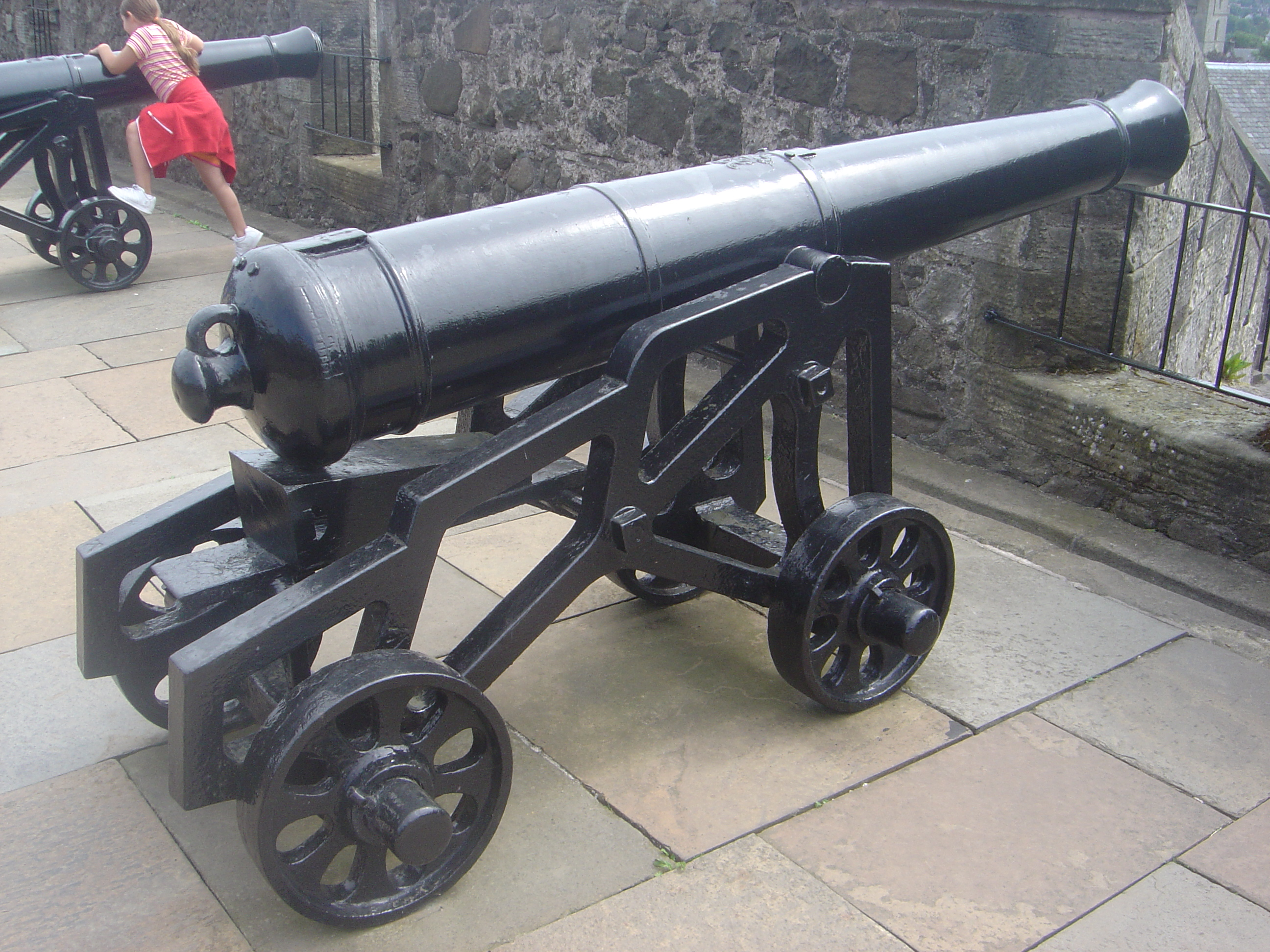
Ágyú
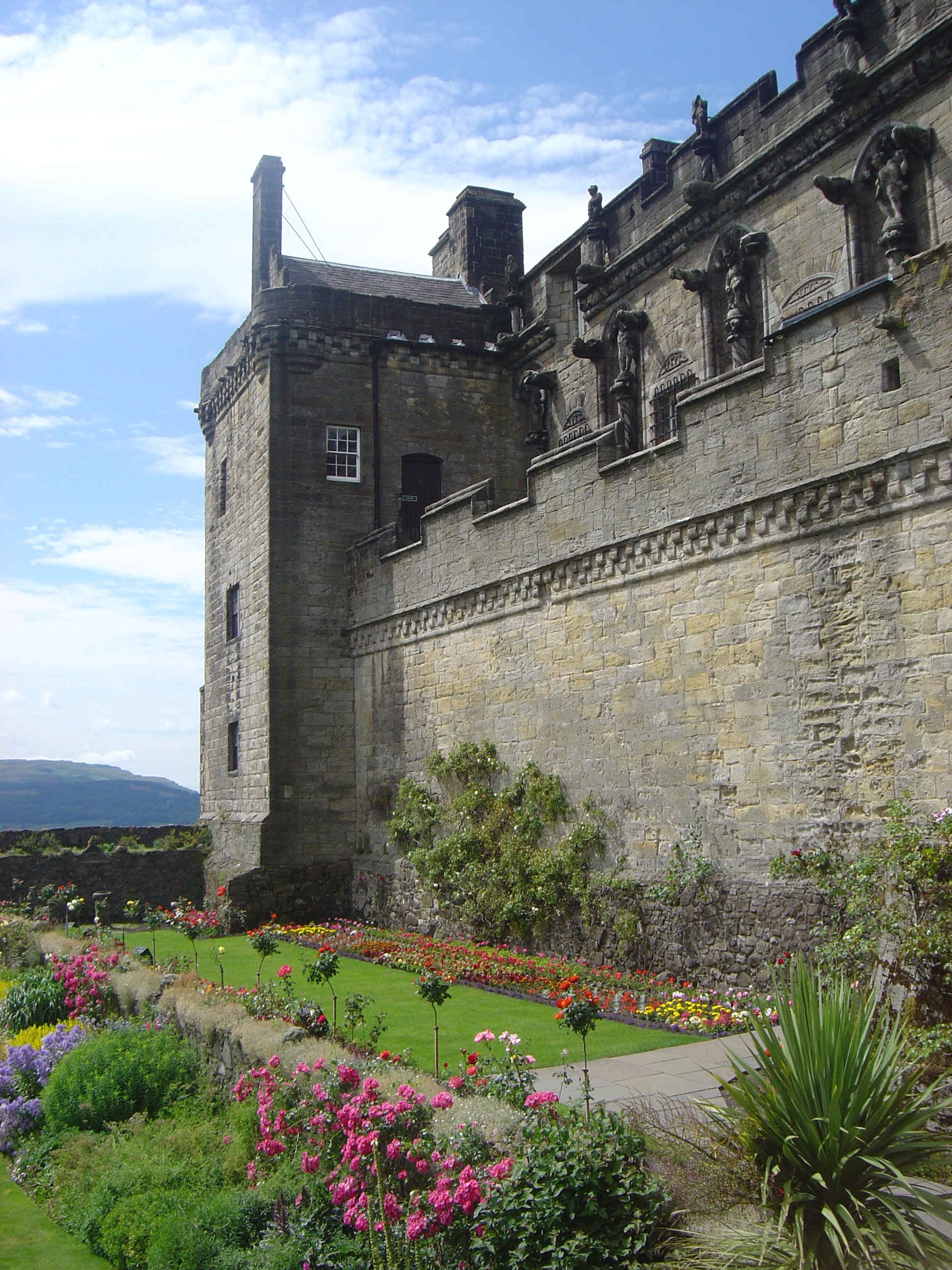
A várkert
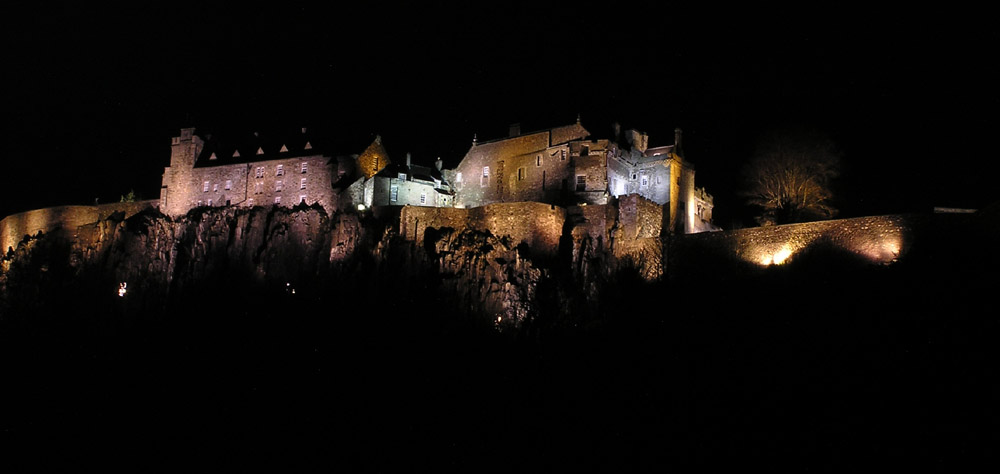
Stirling vára éjszaka

## Fordítás
- Ez a szócikk részben vagy egészben  a   Stirling Castle című angol Wikipédia-szócikk ezen változatának fordításán alapul.  Az eredeti cikk szerkesztőit annak laptörténete sorolja fel. Ez a jelzés csupán a megfogalmazás eredetét és a szerzői jogokat jelzi, nem szolgál a cikkben szereplő információk forrásmegjelöléseként.